# 课吏馆
课吏馆，晚清時培訓地方官員的學堂，為了「開官智」而注重西学。最初由滿人刚毅在1880年代在其任職省份推行，1902年借清末新政在全國各省設立課吏館。後來在各省均改為法政学堂。

## 設立源起
清末仕途庞杂，除正途出身者外，还有因捐纳、劳绩而入仕途。正途出身人员"无非以八比五言得官",于"国家之教令条式""当世之务"多素所未谙；而捐纳、劳绩进身者更"难言政治谙练"。这些人进入仕途后多为候补官员，因之"各省候补人员冗滥"，整天无所事事．课吏馆就是要对已入仕途的官員的培訓。

## 批評
对政局有影响的督抚大吏并不接受课吏館教育。又追求速成。